# 성매매 노르딕 모델
성매매 노르딕 모델은 성판매를 비범죄화하고 성구매와 포주를 범죄로 유지하는 성매매 비범죄화와 성매매 처벌의 중간 모델로, 약자인 성판매자를 처벌하지 않음으로서 수요를 근절하려는 모델이다.